# Amy Archer-Gilligan

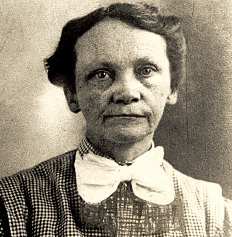
Amy em janeiro de 1901

Amy Duggan Archer-Gilligan (31 de outubro de 1873 - 23 de abril de 1962), também chamada simplesmente Irmã Archer-Gilligan ou Irmã Amy, foi uma assassina em série (serial killer) que matou ao menos cinco pessoas em Windsor, Connecticut, entre 1908 e 1916.
Uma de suas vítimas foi seu segundo marido, Michael Gilligan, e as outras eram residentes do lar de idosos Archer Home for the Elderly and Infirm, do qual era proprietária.
Ela foi condenada à prisão perpétua por apenas uma das mortes.

## Biografia
Amy E. Duggan nasceu em 31 de outubro de 1873, filha de James Duggan e Mary Kennedy, em Milton, Connecticut, sendo a oitava de dez filhos. Ela frequentou a Milton School e a New Britain Normal School em 1890.
Casou-se com James Archer em 1897 e o casal teve uma filha, Mary, em dezembro de 1897.  Os Archers se tornaram cuidadores em 1901, contratados para cuidar de John Seymour, um viúvo idoso. Eles se mudaram para sua casa em Newington, Connecticut . Seymour morreu em 1904 e seus herdeiros converteram a residência em uma pensão para idosos, ficando os Archers responsáveis por cuidar dos idosos mediante pagamento de uma taxa. Eles pagaram aluguel para a família de Seymour.  Eles administravam a pensão como Lar de Idosos da Irmã Amy.

## Antecedentes
Em 1907, os herdeiros de Seymour decidiram vender a casa e os Archers se mudaram para Windsor, Connecticut. Lá, usaram suas economias para comprar sua própria residência na Prospect Street e transformaram o local no Archer Home for the Elderly and Infirm (Lar de Idosos e Enfermos Archer).
James morreu em 1910, aparentemente de causas naturais. A causa oficial de sua morte foi a doença de Bright, um termo genérico para doenças renais. Amy havia contratado uma apólice de seguro algumas semanas antes de sua morte e o benefício permitiu que ela continuasse operando o Archer Home.
"Até então, Amy Archer era uma pessoa importante na comunidade local. Ela era ativa nos assuntos que diziam respeito a Windsor e até doou um vitral para a igreja local", escreveu o ConnecticutHistory.org em maio de 2016. "Frequentava regularmente a igreja", escreveu a Windsor Historical Society.
Em 1913, Amy casou-se com Michael W. Gilligan, um viúvo de 56 anos de idade que tinha quatro filhos adultos. Ele era rico e estava interessado em investir no Archer Home. No entanto, em 20 de fevereiro de 1914, depois de apenas três meses de casamento, Michael morreu. A causa oficial da morte foi "ataque bilioso agudo" (em outras palavras, indigestão grave). Amy estava mais uma vez segura financeiramente porque, durante o curto casamento, seu novo marido havia elaborado um testamento que deixava toda a propriedade para ela. Mais tarde, o testamento seria considerado uma falsificação, pois aparentemente estava escrito em uma letra que correspondia a de Amy e não a de Michael.

## Os crimes
Entre 1907 e 1917, houve 60 mortes no Archer Home e os parentes dos moradores do lar ficaram desconfiados ao ver o grande número de óbitos. Apenas 12 residentes haviam morrido entre 1907 e 1910, mas 48 residentes morreram entre 1911 e 1916. Entre eles estava Franklin R. Andrews, um homem aparentemente saudável. Na manhã de 29 de maio de 1914, Andrews estava fazendo jardinagem na casa dos Archer, mas sua saúde se deteriorou e ele morreu à noite do mesmo dia. A causa oficial da morte foi úlcera gástrica.
Depois que os irmãos de Andrews (incluindo sua irmã Nellie Pierce) revisaram seus pertences, eles encontraram provas de que em diversas ocasiões Amy havia pressionado Franklin por dinheiro, além de um documento provando que Amy havia recebido um empréstimo de 500 dólares de Andrews.
Desconfiada, Nellie procurou o promotor público local, mas ele a ignorou. Então ela levou sua história para o jornal Hartford Courant, que após uma investigação, em 9 de maio de 1916 publicou o primeiro de vários artigos sobre a "Fábrica de Homicídios" (Murder Factory). Foram os repórteres do jornal que investigaram minuciosamente os óbitos no Archer Home - incluindo os atestados de óbito - comparando-os com o dos ocorridos no Jefferson Street Home for the Elderly de Hartford. Foram os jornalistas do Hartford Courant também que chegaram à compra do arsênico por Amy, principalmente na farmácia HH Mason, na Broad Street Green, detalhando, por exemplo, que antes da morte de Michael, seu segundo marido, ela havia comprado 10 onças do veneno (cerca de 285gr). Eles também notaram que entre os anos de 1911 e 1916, quando as mortes haviam sido quatro vezes maiores que nos três anos anteriores, Amy havia passado por problemas financeiros.
Foi só após as publicações do Hartford Courant que a polícia começou a investigar o caso seriamente.
Os corpos de Gilligan, Andrews e três outros residentes do lar foram exumados e se descobriu que todos os cinco haviam morrido por envenenamento com arsênico ou estricnina. "Foi detectado que o estômago de Franklin Andrews continha arsênico suficiente para matar meia dúzia de homens fortes, segundo o Windsor Historical Society.

## Julgamento e pena
Amy foi presa em 8 de maio de 1916 e acusada de cinco assassinatos, mas seu advogado conseguiu que ela fosse julgada por apenas um deles, o de Franklin R. Andrews. Ela foi considerada culpada e condenada à pena de morte em 18 de junho de 1917. No entanto, em 1919 ela apelou e conseguiu ter o primeiro julgamento anulado. Já no segundo julgamento, ela alegou insanidade e sua filha Mary testemunhou que a mãe era viciada em morfina. Acabou condenada novamente, porém à prisão perpétua.

## Morte
Em 1924, Amy foi declarada temporariamente louca e transferida para o Connecticut Hospital for the Insane de Middletown, onde morreu em 23 de abril de 1962.

## Curiosidades
- Antes de Amy, seu irmão John desenvolveu uma doeça mental e se tornou interno do  Connecticut General Hospital for the Insane em 1902. Há dados também que uma de suas irmão esteve interna no mesmo local em 1930.[4]
- Em 1917, ano do julgamento de Amy, um projeto de lei foi apresentado à Câmara Estadual de Connecticut para exigir o licenciamento e vistoria anual dos lares de idosos, incluindo um relatório sobre o número de mortes.
- O caso inspirou a criação da peça Arsênico e Renda Velha (Arsenic and Old Lace), de Joseph Kesselring, que foi exibida na Broadway de 1939 a 1944 e teve "muito sucesso" , segundo o ConnecticutHistory.org.[2]

- Frank Capra adaptou a peça para o cinema. O filme, Arsênico and Old Lace, estrelado por Cary Grant, estreou em 1944, depois que a peça terminou sua apresentação na Broadway.